# Kelurahan Kampung Baruh
Kelurahan Kampung Baruh is een bestuurslaag in het regentschap Merangin van de provincie Jambi, Indonesië. Kelurahan Kampung Baruh telt 3780 inwoners (volkstelling 2010).